# Zanddoddegras
Zanddoddegras (Phleum arenarium) is een eenjarige plant, die behoort tot de grassenfamilie (Poaceae). De soort staat op de Nederlandse Rode lijst van planten als een soort die in Nederland  vrij zeldzaam en stabiel of toegenomen is. De plant komt van nature voor in Europa, Zuidwest-Azië en Noordwest-Afrika. Het aantal chromosomen is 2n = 14.
De plant wordt 3-15 cm hoog. De bladschede is glad en heeft een ronde achterkant. De bovenste bladscheden lijken wat opgeblazen. Het gaafrandige, spitse, stengelomvattende tongetje is 1-5 mm lang. De witgroene, kale, tot 5 cm lange en 3 mm brede, fijn getande bladschijf heeft een dunne spits.
De plant bloeit in mei en juni. De bloeiwijze is een 0,5-5 cm lange en 7 mm brede, witgroene, aan de voet geleidelijk versmalde aarpluim. De 2,2–4,4 mm lange aartjes zijn enkelbloemig. De boven aan de rand gewimperde kelkkafjes zijn in de spitse of zeer kort genaalde top geleidelijk versmald. De rugnerf van een kelkkafje eindigt in een ruw stekelpuntje. Het onderste kroonkafje is 1,4 mm lang. De geelwitte helmhokjes zijn 0,6 mm lang.
De vrucht is een 1 mm lange en 0,5 mm brede graanvrucht.

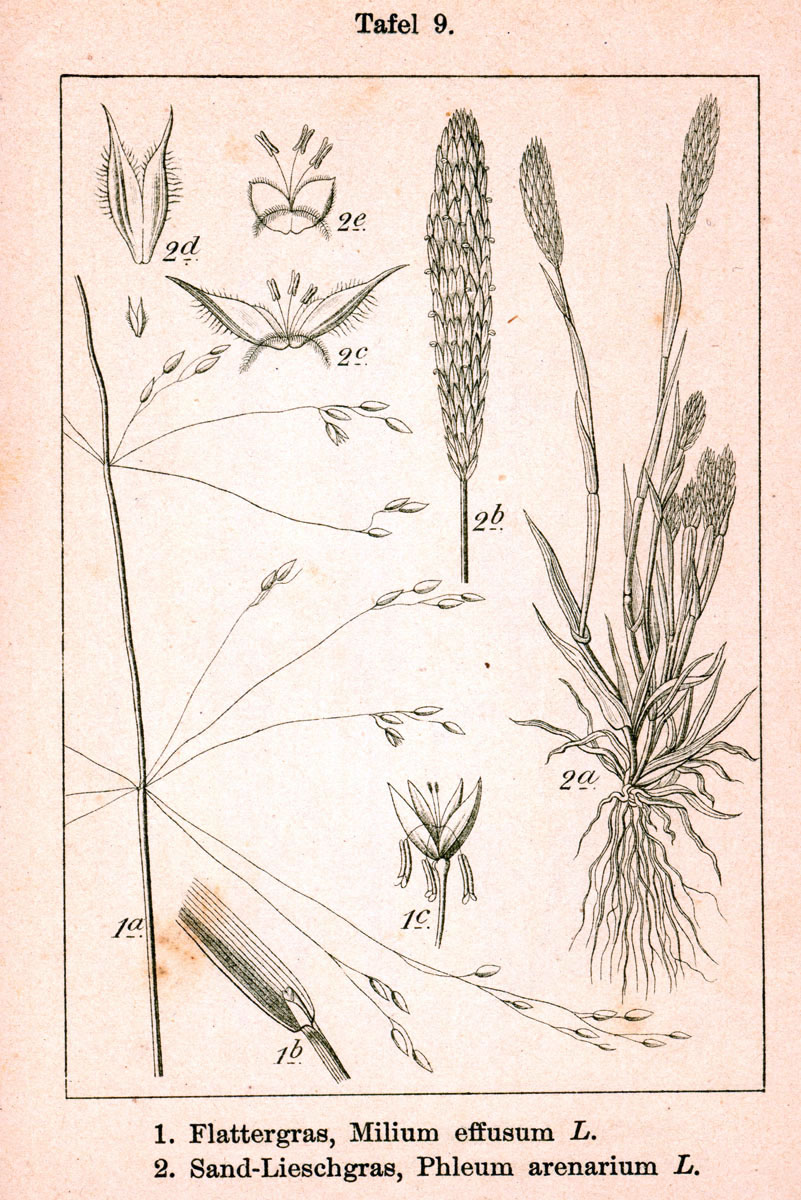
Duitse flora. 2=zanddoddegras
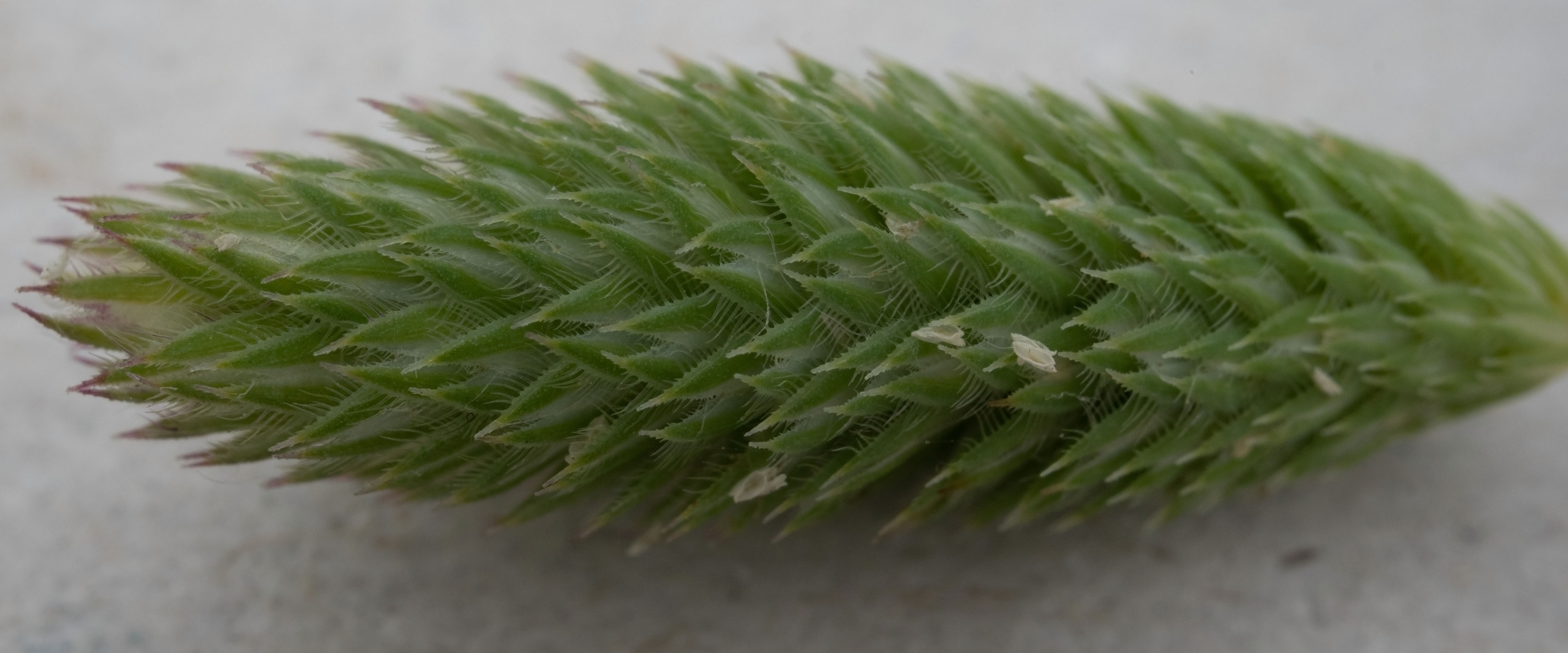
Aarpluim
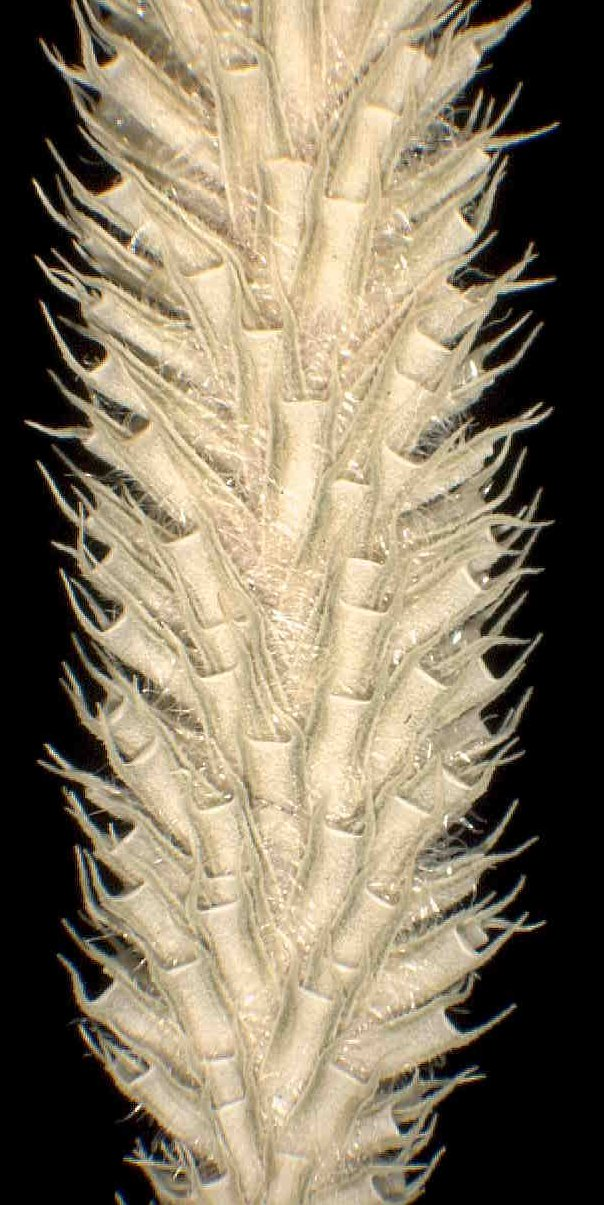
Aarpluim
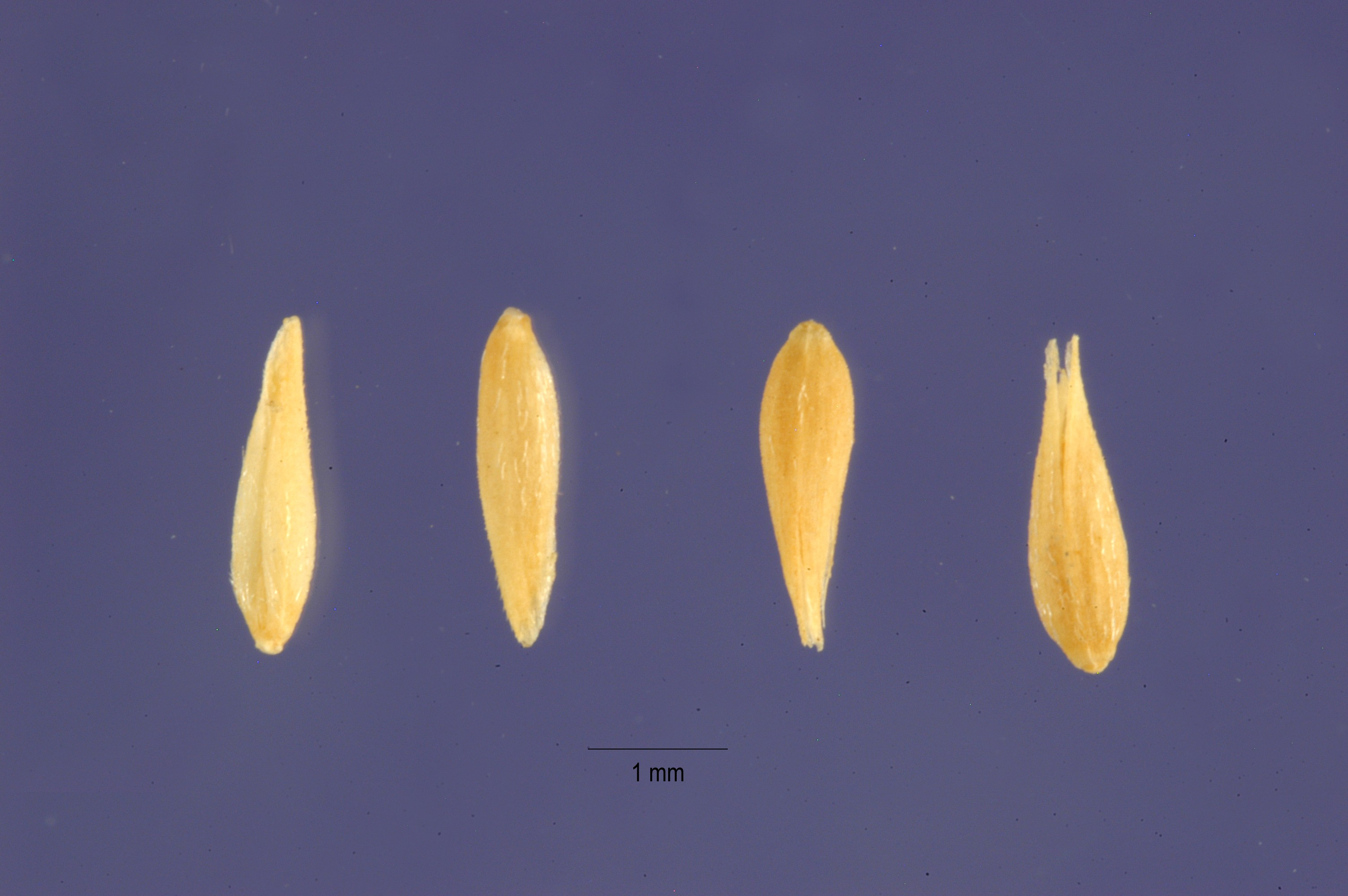
Vruchten

## Voorkomen
Zanddoddegras komt vooral voor in de duinen op droge, kalkhoudende zandgrond.

## Plantengemeenschap
Zanddoddegras is een kensoort voor het duinsterretjes-verbond (Tortulo-Koelerion), een groep van plantengemeenschappen van droge graslanden op kalkrijke zeeduinen.